# البطولات الأسترالية 1955 (كرة مضرب)
هنا قائمة بالبطولات الأسترالية لكرة المضرب, المعروفة الآن باسم أستراليا المفتوحة لسنة 1955:

## فردي رجال
كين روزوال هزم  ليو هواد 9-7 6-4 6-4

## فردي سيدات
بيريل بينروز هزم  ثيلما كوين لونغ 6-4, 6-3